# Neoclassicisme (música)

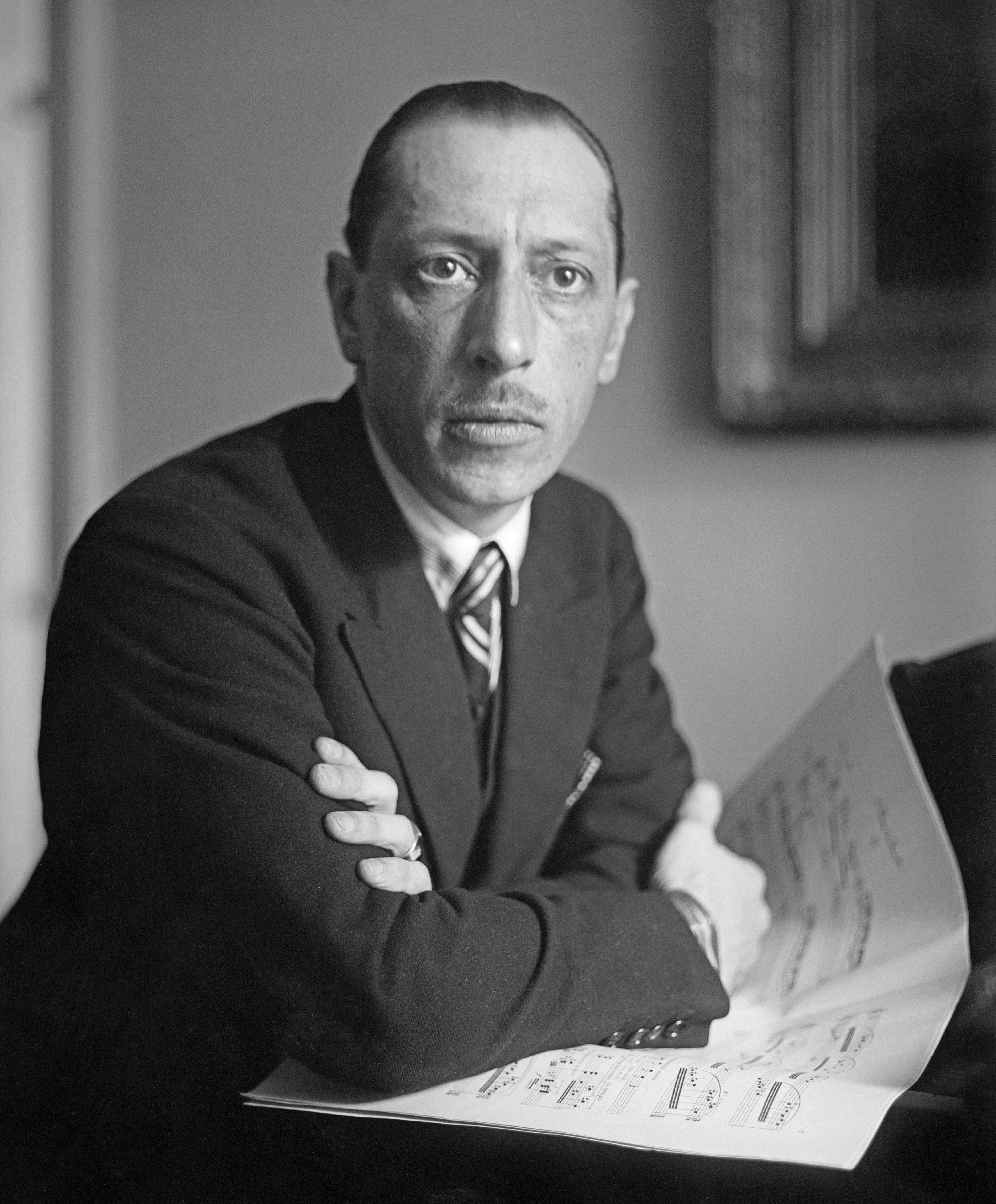
Igor Stravinsky va ser un dels més importants i influents compositors del.

El Neoclassicisme fou un moviment musical desenvolupat a Europa al segle xx, especialment durant el període d'entreguerres entre el 1918 al 1939, caracteritzat pel retorn a les formes musicals del Barroc i del Classicisme, que van adquirir una nova cara gràcies a l'harmonia, la melodia i la nova instrumentació modernes. La seva estètica se centrava en l'objectivitat i la concisió.

## Autors i obres
Tot i que el terme "neoclassicisme" fa referència a un moviment del segle xx, hi va haver importants precursors del segle xix. En peces com À la Chapelle Sixtine de Franz Liszt (1862), la Suite Holberg d'Edvard Grieg (1884), el divertiment de Piotr Ilitx Txaikovski de La reina de piques (1890), la Suite de piano a l'estil antic de George Enescu (1897) i el Concert a l'antic estil de Max Reger (1912), els compositors «vestien la seva música amb roba antiga per tal de crear una evocació somrient o pensativa del passat».
La Simfonia núm. 1 de Sergei Prokofiev (1917) es cita de vegades com un precursor del neoclassicisme. El mateix Prokófiev pensava que la seva composició era una «fase de pas», mentre que el neoclassicisme de Stravinski per a la dècada de 1920 «s'estava convertint en la línia base de la seva música». Richard Strauss també va introduir elements neoclàssics en la seva música, sobretot en la seva suite orquestral Le bourgeois gentilhomme Op. 60, escrita en una primera versió el 1911 i la seva versió final el 1917.
Ottorino Respighi també va ser un dels precursors del neoclassicisme amb la seva Suite núm. 1 Ancient Airs and Dances, composta l'any 1917. En comptes de mirar les formes musicals del segle XVIII, Respighi, que a més de ser un reconegut compositor i director d'orquestra, també va ser un notable musicòleg, es va remuntar a la música italiana dels segles XVI i XVII. El seu company compositor contemporani Gian Francesco Malipiero, també musicòleg, va compilar una edició completa de les obres de Claudio Monteverdi. La relació de Malipiero amb la música antiga italiana no pretenia simplement un renaixement de les formes antigues en el marc d'un "retorn a l'ordre", sinó un intent de reviure un enfocament de la composició que permetés al compositor alliberar-se de les limitacions de la sonata. forma i dels mecanismes sobreexplotats de desenvolupament temàtic.
La primera incursió d'Igor Stravinsky en l'estil va començar l'any 1919/20 quan va compondre el ballet Pulcinella, utilitzant temes que creia que eren de Giovanni Battista Pergolesi (més tard es va descobrir que molts d'ells no ho eren, tot i ser contemporanis). El compositor nord-americà Edward T. Cone descriu el ballet “[Stravinsky] confronta la manera històrica evocada en cada punt amb la seva pròpia versió del llenguatge contemporani; el resultat és una completa reinterpretació i transformació de l'estil anterior". Exemples posteriors són l'Octet per a vents, el Concert en mi bemoll "Dumbarton Oaks", el Concert en Re, la Simfonia dels Salms, la Simfonia en Do i la Simfonia en tres moviments, així com l'òpera-oratori Èdip Rei i els ballets Apol·lo i Orfeu, en què el neoclassicisme prengué una aura explícitament "clàssica grega". El neoclassicisme de Stravinski va culminar amb la seva òpera The Rake's Progress, amb llibret de WH Auden. El neoclassicisme stravinskià va ser una influència decisiva en els compositors francesos Darius Milhaud, Francis Poulenc, Arthur Honegger i Germaine Tailleferre, així com en Bohuslav Martinů, que va reviure la forma barroca del concerto grosso en les seves obres. Pulcinella, com a subcategoria de reordenació de les composicions barroques existents, va generar una sèrie d'obres similars, com ara Scarlattiana (1927) d'Alfredo Casella, Suite Française de Poulenc, Airs i danses antigues d'Ottorino Respighi i Gli uccelli, i Suite de ball de Richard Strauss a partir de Keyboard Pieces de François Couperin i el relacionat Divertimento després de Keyboard Pieces de Couperin, op. 86 (1923 i 1943, respectivament). A partir de l'any 1926, la música de Béla Bartók mostra un marcat augment dels trets neoclàssics, i un any o dos més tard va reconèixer l'èxit "revolucionari" de Stravinski en la creació de música nova recuperant elements musicals antics i al mateix temps va nomenar el seu col·lega Zoltán Kodály com un altre partidari hongarès del neoclassicisme.
Paul Hindemith va desenvolupar una branca alemanya de neoclassicisme, que va produir música de cambra, obres orquestrals i òperes en un estil molt contrapuntístic i flexionat cromàticament, millor exemplificat per Mathis der Maler. Roman Vlad contrasta el "classicisme" de Stravinski, que consisteix en les formes i patrons externs de les seves obres, amb la "classicitat" de Busoni, que representa una disposició i una actitud interna de l'artista envers les obres. Busoni va escriure en una carta a Paul Bekker, "Per 'Jove Classicalisme' entenc el domini, el tamisatge i la valoració de tots els guanys d'experiments anteriors i la seva inclusió en formes fortes i belles".
El neoclassicisme va trobar un públic agraït a Europa i Amèrica, ja que l'escola de Nadia Boulanger va promulgar idees sobre la música basades en la seva comprensió de la música de Stravinski. Boulanger va ensenyar i va influir en molts compositors notables, com Grażyna Bacewicz, Lennox Berkeley, Elliott Carter, Francis Chagrin, Aaron Copland, David Diamond, Irving Fine, Harold Shapero, Jean Françaix, Roy Harris, Igor Markevitch, Darius Milhaud, Astor Piazzolla, Walter Piazzolla., Ned Rorem i Virgil Thomson.
A Espanya, el Concert neoclàssic per a clavecí, flauta, oboè, clarinet, violí i violoncel de Manuel de Falla de 1926 va ser percebut com una expressió d'"universalisme", àmpliament lligat a una estètica internacional i modernista. En el primer moviment del concert, Falla cita fragments del villancet del segle XV "De los álamos, vengo madre". De la mateixa manera, havia incorporat cites de la música del segle XVII quan va abraçar per primera vegada el neoclassicisme a l'obra de teatre de titelles El retablo de Maese Pedro (1919–23), una adaptació del Quixot de Cervantes. Les composicions neoclàssiques posteriors de Falla inclouen la cantata de cambra Psyché de 1924 i música incidental per a Pedro Calderón de la Barca, El gran teatro del mundo, escrita el 1927. A finals dels anys vint i principis dels anys trenta, Robert Gerhard va compondre en l'estil neoclàssic, incloent el seu Concertino per a cordes, el Quintet de vent, la cantata L'alta naixença del rei en Jaume, i el ballet Ariel. Altres importants compositors neoclàssics espanyols es troben entre els membres de la Generació de la República (també coneguda com a Generació del 27), com Julián Bautista, Fernando Remacha, Salvador Bacarisse i Jesús Bal y Gay.
Una estètica neoclàssica va ser promoguda a Itàlia per Alfredo Casella, que s'havia educat a París i hi va continuar vivint fins al 1915, quan va tornar a Itàlia per ensenyar i organitzar concerts, presentant compositors modernistes com Stravinski i Arnold Schoenberg a l'italià de mentalitat provincial. públic. Les seves composicions neoclàssiques potser van ser menys importants que les seves activitats organitzadores, però exemples especialment representatius inclouen Scarlattiana de 1926, utilitzant motius de les sonates per a teclat de Domenico Scarlatti, i el Concerto romà del mateix any. El company de Casella, Mario Castelnuovo-Tedesco, va escriure obres de flexió neoclàssica que es remunten a la primera música italiana i als models clàssics: els temes del seu Concerto italiano en sol menor de 1924 per a violí i orquestra fan ressò de Vivaldi, així com dels segles XVI i XVII. Cançons populars italianes, mentre que el seu gran exitós Concert per a guitarra núm. 1 en re de 1939 segueix conscientment l'estil de concert de Mozart. 
Entre els representants portuguesos del neoclassicisme hi ha dos membres del "Grupo de Quatro", Armando José Fernandes i Jorge Croner de Vasconcellos, tots dos van estudiar amb Nadia Boulanger.
A Sud-amèrica, el neoclassicisme va tenir una importància especial a l'Argentina, on es diferenciava del seu model europeu pel fet que no pretenia corregir els canvis estilístics recents que simplement no s'havien produït a Amèrica Llatina. Compositors argentins associats al neoclassicisme inclouen Jacobo Ficher, Luis Gianneo i Juan José Castro. El compositor argentí més important del segle xx, Alberto Ginastera, va passar de les formes nacionalistes a les neoclàssiques als anys 50 (per exemple, la Sonata per a piano núm. 1 i les Variaciones concertantes) abans de passar a un estil dominat per les tècniques àtones i en sèrie. Roberto Caamaño, professor de cant gregorià a l'Institut de Música Sacra de Buenos Aires, va emprar un estil neoclàssic dissonant en algunes obres i un estil serialista en altres.
Tot i que les conegudes Bachianas Brasileiras d'Heitor Villa-Lobos (compostes entre 1930 i 1947) es van fer en forma de suites barroques, normalment comencen amb un preludi i acaben amb un moviment de fuga o tocata i emprant aparells neoclàssics com l'ostinato. figures i notes de pedal llarg, no es pretenien tant com records estilitzats de l'estil de Bach com una adaptació lliure dels procediments harmònics i contrapuntístics barrocs a la música d'estil brasiler. Compositors brasilers de la generació posterior a Villa-Lobos més particularment associats al neoclassicisme inclouen Radamés Gnattali (en les seves obres posteriors), Edino Krieger i el prolífic Camargo Guarnieri, que va tenir contacte amb Nadia Boulanger però no va estudiar amb Nadia Boulanger quan va visitar París al dècada de 1920. Els trets neoclàssics figuren en la música de Guarnieri a partir del segon moviment de la Sonatina per a piano de 1928, i són especialment notables en els seus cinc concerts per a piano.
El compositor xilè Domingo Santa Cruz Wilson va ser tan fortament influenciat per la varietat alemanya del neoclassicisme que va ser conegut com el "Hindem de Xile".
A Cuba, Josep Ardévol va iniciar una escola neoclàssica, tot i que ell mateix va passar a un estil nacional modernista més tard en la seva carrera.  
Fins i tot l'escola àtona, representada per exemple per Arnold Schoenberg, va mostrar la influència de les idees neoclàssiques. Després que el seu primer estil de 'Romanticisme tardà' (exemplificat pel seu sextet de corda Verklärte Nacht) hagués estat suplantat pel seu període atonal, i immediatament abans d'adoptar el serialisme de dotze tons, les formes de les obres de Schoenberg després de 1920, començant per opp. 23, 24 i 25 (tots composts al mateix temps), s'han qualificat de "obertament neoclàssics", i representen un esforç per integrar els avenços de 1908 a 1913 amb l'herència dels segles XVIII i XIX. Schoenberg va intentar en aquestes obres oferir als oients punts de referència estructurals amb els quals es poguessin identificar, començant per la Serenata, op. 24, i la Suite per a piano, op. 25. L'alumne de Schoenberg, Alban Berg, va arribar al neoclassicisme abans que el seu professor, en les seves Tres peces per a orquestra, op. 6 (1913–14), i l'òpera Wozzeck, que utilitza formes tancades com la suite, la passacaglia i el rondó com a principis organitzadors dins de cada escena. Anton Webern també va aconseguir una mena d'estil neoclàssic a través d'una intensa concentració en el motiu. No obstant això, la seva orquestració de 1935 del ricercar de sis parts de l'Ofrenta musical de Bach no es considera neoclàssica a causa de la seva concentració en la fragmentació dels colors instrumentals.